# Louis Alibert
Pour les articles homonymes, voir Alibert.
Adrien Louis Marie Alibert,,,, dit Louis Alibert (Loís Alibèrt en occitan selon la norme classique), né le 12 octobre 1884 à Bram dans l'Aude et mort le 16 avril 1959 à Montpellier, est un linguiste français d’expression française et occitane, auteur de la Gramatica occitana segon los parlars lengadocians (en 1935 et 1936) et du Dictionnaire occitan-français selon les parlers languedociens (en 1966, à titre posthume), qui sont des documents fondamentaux dans la finalisation de la norme classique de l'occitan, adoptée par l'Institut d'études occitanes (IEO) en 1945.
En raison de son soutien actif à la politique pétainiste de collaboration sous l'Occupation, il fut condamné à cinq ans de prison et frappé de la mesure d'indignité nationale à vie après la Libération.

## Biographie
Né dans le Lauragais, il est le fils de Jacques Alibert et de Françoise Lanes (Francesa Lanas). Son parrain et sa marraine sont Stanislas Lanes (Estanislau Lanas) et Maria Dazilha. Il grandit dans une famille de paysans où l'on parle occitan.
Après l'obtention du baccalauréat à Carcassonne, Alibert choisit la faculté de pharmacie de Toulouse pour poursuivre ses études. Son intérêt pour l'histoire et la philologie occitane lui fait fréquenter en parallèle les bancs de la faculté de lettres, où il bénéficie des enseignements de Joseph Anglade.
Alibert s'établit comme pharmacien à Montréal dans l’Aude, où il demeure de 1912 à 1942. En décembre 1912, il épouse Marie-Louise Latour, qui donne naissance l'année suivante à leur fils unique, Henri (mort en 1943 en Allemagne). Après la Grande Guerre, il se lance dans la vie politique locale et se présente, sans succès, aux élections municipales contre la liste du parti radical-socialiste. Lecteur de Maurice Barrès, il rejoint l’Action française.[réf. nécessaire]

### Carrière militaire
Ajourné en 1905 et en 1906, Alibert est incorporé dans le 81e régiment d'infanterie en 1907. Il fait ses classes dans la disponibilité le 11 juillet 1908 puis est placé en réserve le 1er octobre 1908 jusqu'à son rappel sous les drapeaux au début du mois d'août 1914. Il effectue sa première période d'exercices du 17 août 1910 au 13 septembre 1913 dans le 113e régiment d'infanterie et la deuxième dans le 148e régiment d'infanterie.
Alibert participe à la Première Guerre mondiale, au cours de laquelle il est nommé caporal le 10 août 1914, pharmacien auxiliaire le 1er mars 1916, pharmacien aide-major de 2e classe à titre temporaire le 19 octobre 1918 dans l'armée territoriale. Il est mis à la disposition du service de santé du 16e corps d'armée le 14 février 1919 qui l'affecte à l'hôpital complémentaire no 12 à Castelnaudary. Il est démobilisé le 17 juin mais reste dans la réserve de l'armée territoriale jusqu'en 1925. Il est nommé pharmacien aide-major de 1re classe en 1924, et libéré de ses obligations de service militaire en 1932.

### L'œuvre pour la langue occitane
Louis Alibert adhère au Félibrige, à l'Escòla mondina puis à l'Escòla occitana. En 1928, il devient secrétaire de la revue Terro d'Oc. Il publie Le lengadoucian literari (Toulouse 1928), Sèt elegios de Tibul et un article intitué « Poulitico d'abord » dans Terro d'Oc, auquel Pierre Azéma répond par un article « Poulitica Felibrenca ».[réf. nécessaire]
En 1929, il commence à collaborer à la revue Òc, par une rubrique, en avril, intitulée « Conversas filologicas ». C'est le début de son œuvre de réforme linguistique : il tente de concilier le système de Frédéric Mistral, basé sur la phonétique du provençal rhodanien du XIXe siècle et en partie sur les codes graphiques du français, celui d'Estieu et Perbosc, archaïsant, et celui de Pompeu Fabra, adapté au catalan.
En 1930, il fait partie des fondateurs de la Société d'études occitanes (SEO) dont il devient secrétaire et dont il est la cheville ouvrière. Dans les années suivantes, il transforme Òc en publication de la SEO.
Il publie en plusieurs fascicules entre 1931 et 1934, une œuvre majeure, Gramatica occitana segon los parlars lengadocians (« Grammaire occitane selon les parlers languedociens »), constituant la base de la norme classique de l'occitan qui sera reprise après guerre par l'Institut d'études occitanes.

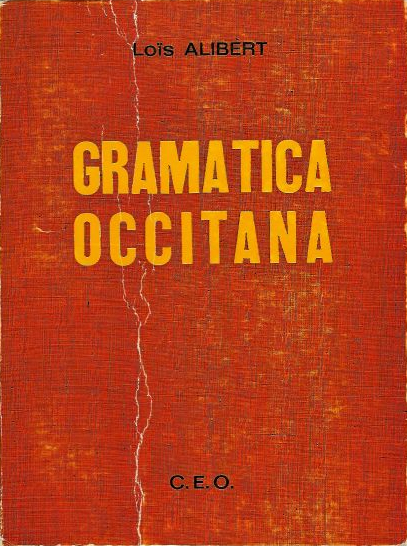
Gramatica occitana, grammaire occitane d'Alibert (réédition de 1976).

Alibert, persuadé que les Occitans doivent suivre l'exemple catalan pour réussir leur entreprise nationaliste, apprend le catalan et entretient une correspondance en cette langue avec Josep Carbonell i Gener. Il fait partie de la délégation occitane venue participer à la célébration du centenaire de la naissance de Frédéric Mistral organisé par la mairie de Barcelone et il prononce même le discours lors du banquet de clôture.[réf. nécessaire]

### La période de Vichy
Au début de la Seconde Guerre mondiale, Louis Alibert a 56 ans et accueille avec enthousiasme la révolution nationale du maréchal Pétain.[réf. nécessaire]
Il participe au numéro spécial des Cahiers du sud intitulé « Le génie d'oc et l'homme méditerranéen » paru en février 1943, dans lequel il fait part de ses espoirs d'une politique favorable aux langues régionales du gouvernement de Vichy.
Il participe à la fondation de la section de Montréal de la Légion française des combattants, mais en est exclu car il veut en faire une « association de combat et de défense de la révolution nationale (ce qu'est aujourd'hui la milice) ». Il est également adhérent au Groupe Collaboration d'Alphonse de Châteaubriant dès sa création en 1941.
En septembre 1943, il écrit au préfet de région pour tenter d'obtenir la reconnaissance de la Société d'études occitanes et l'attribution d'une charge de cours d'occitan nouvellement créée à sa demande à la faculté de Montpellier.

### Après la Libération
À la Libération, René Bach, un interprète français de la Gestapo, déclare pendant un interrogatoire que c'est la femme d'Alibert, Marie-Louise Latour, qui a dénoncé un résistant gaulliste et grand blessé de la guerre de 14-18, M. Joseph Baby, ingénieur des Ponts et Chaussées, mort en déportation. Si sa femme a nié les charges relevées contre elle, elle a cependant admis être l'auteur d'une lettre dénonçant plusieurs gaullistes. À la libération, il fut condamné à mort, sa peine étant commuée en 5 années de prison, et à l'indignité nationale. Son épouse fut pour sa part condamnée à dix ans de travaux forcés pour avoir écrit des courriers de délation,.
Cette condamnation l'empêche de participer à l'émergence de l'occitanisme de l'après-guerre et de jouer un rôle dans la fondation de l'Institut d'études occitanes (IEO) en 1945, bien que la création de cet institut marque la consécration de son œuvre linguistique, puisque l'IEO adopte la norme classique, en se basant sur la Grammaire d'Alibert de 1935. Il participe toutefois à l'adaptation de cette norme au dialecte gascon en compagnie de Jean Bouzet et Pierre Bec.
Louis Alibert meurt à Montpellier le 16 avril 1959. Il est inhumé au cimetière de Bram (secteur E3).

### L'héritage d'Alibert
Un dictionnaire posthume et inachevé, le Dictionnaire occitan-français selon les parlers languedociens, a été publié en 1966 grâce au travail de Robert Lafont, Raymond Chabbert et Pierre Bec sur ses manuscrits inédits.

## Œuvres
- Sept élégies de Tibulle traduites en languedocien, 1928
- Le lengadoucian literari, Toulouse, 1928
- Casemir Clotos, A la Clarou del calelh, pouesios lengodoucianos, amb un gloussèri de las paraulos las pus esguerrièras, per L. Alibert, Carcassonne, les impr. de Gabelle, 1932 (BNF 31953748)
- Gramatica occitana segon los parlars lengadocians, 2 volumes, Societat d'estudis occitans, Toulouse, 1935, 1937 (BNF 32900906), 2nde édition en un volume, Centre d'estudis occitans, Montpellier, 1976 (BNF 34697527)
- Les Troubadours de l'Aude, 1941 (Revue Pyrénées n°2)
- Origine et destin de la langue d'Oc, 1942 (les Cahiers du Sud, numéro spécial « Le génie d'Oc et l'homme méditerranéen »)
- Sur quelques toponymes catalano-occitans dans l'Aude, 1956 (Revue internationale d'onomastique n° 2)
- Toponymes de l'Aude, 1957 (Revue internationale d'onomastique n° 4)
- Dictionnaire occitan-français selon les parlers languedociens, Institut d'études occitanes, 1966 (posthume) (BNF 32900905), 2e édition 1977 (BNF 34591535), 5e édition 1993 (BNF 35573481)
- Proverbes de l'Aude (classés et mis en orthographe occitane par Raymond Chabbert), Vent Terral, Andouque, 1998,  (ISBN 2-85927-072-8) (BNF 37005123)

#### Français
- Jean-Pierre Chambon, Christian Hérilier, « Alibert vu d'Auvergne : Notes de lexicographie critique en domaine occitan à propos de deux sources aurillacoises du Dictionnaire Occitan-Français », Revue des Langues Romanes., Montpellier, Presses universitaires de la Méditerranée (Université Paul-Valéry), vol. 104 « Le Roman médiéval. La fiction réaliste au XIIIe siècle »,‎ 2000, p. 169-185 (ISSN 0223-3711)

#### Catalan
- Manuel Alquézar i Montañés, La correspondència entre Loïs Alibert i Josep Carbonell i Gener : materials per a l'estudi de la codificació de la llengua occitana, Barcelone, Institut d'estudis catalans, 1992